# Gelegdżamcyn Naranczimeg
Gelegdżamcyn Naranczimeg (ur. 7 grudnia 1983) – mongolska zapaśniczka w stylu wolnym. Pięciokrotna uczestniczka  mistrzostw świata, piąta w 2005. Złoto na igrzyskach azjatyckich w 2010. Srebrny medal na mistrzostwach Azji w 2010. Trzecia w Pucharze Świata w 2015. Uniwersytecka mistrzyni świata w 2006 roku.